# Drie wetten van de robotica

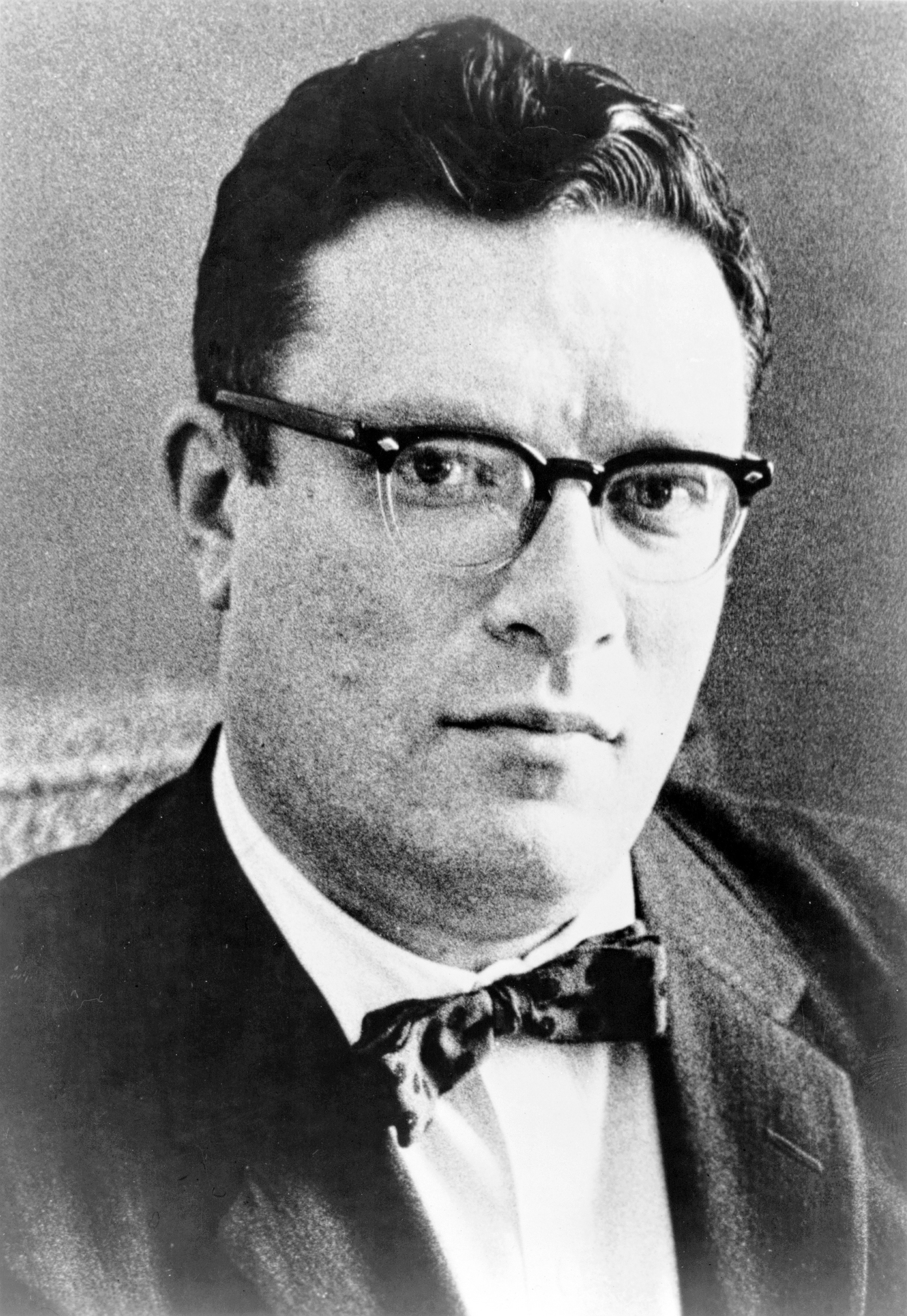
Isaac Asimov

De wetten van de robotica zijn expliciet ingebouwde, dwingende gedragsregels van de fictieve robots die voorkomen in het universum van de sciencefictionauteur Isaac Asimov en zijn opvolgers. Het gedrag dat hieruit voortvloeit, staat onvoorwaardelijk boven elk ander gedrag. 

## Oorspronkelijke drie wetten
De oorspronkelijke drie wetten van de robotica (de calviniaanse religie):
Eerste WetEen robot mag een mens geen letsel toebrengen of door niet te handelen toestaan dat een mens letsel oploopt.
Tweede WetEen robot moet de bevelen uitvoeren die hem door mensen gegeven worden, behalve als die opdrachten in strijd zijn met de Eerste Wet.
Derde WetEen robot moet zijn eigen bestaan beschermen, voor zover die bescherming niet in strijd is met de Eerste of Tweede Wet.
Asimov baseerde de wetten op de basisprincipes van gereedschap, redenerend dat een robot feitelijk ook een soort gereedschap is:
1Gereedschap moet veilig zijn. Hamers en schroevendraaiers hebben bijvoorbeeld handvatten die de grip verbeteren. Als iemand toch gewond raakt dan zou dit in principe niet het gevolg moeten zijn van onveiligheid van het gereedschap maar van onjuist gebruik.
2Gereedschap moet zo efficiënt mogelijk zijn, tenzij dit gevaar oplevert voor de gebruiker. Een voorbeeld is een voertuig met een snelheidsbegrenzer.
3Gereedschap mag niet zomaar kapot gaan, tenzij het de bedoeling is dat het maar een beperkt aantal keren meegaat of dit ter waarborg voor de veiligheid van de gebruiker is.

## Nulde wet
Later formuleerden Robot Daneel Olivaw en Robot Giskard Reventlov een nieuwe wet, die naar hun oordeel van meet af aan lag besloten in de eerste wet. Omdat deze wet boven de eerste staat, noemden zij hem de "Nulde Wet" (de Giskardiaanse reformatie).
Nulde WetEen robot mag geen schade toebrengen aan de mensheid, of toelaten dat de mensheid schade toegebracht wordt door zijn nalatigheid.
Gevolg voor de andere wetten:
1. Een robot mag een mens geen letsel toebrengen of door niet te handelen toestaan dat een mens letsel oploopt behalve als dit de Nulde Wet zou schenden.
2. Een robot moet de bevelen uitvoeren die hem door mensen gegeven worden, behalve als die opdrachten in strijd zijn met de Nulde Wet of de Eerste Wet.
3. Een robot moet zijn eigen bestaan beschermen, voor zover die bescherming niet in strijd is met de Nulde, Eerste of Tweede Wet.

## Problemen en conflicten
Deze wetten leiden in de praktijk tot conflicten en problemen, die Asimov zelf ook heeft onderkend. Een dergelijk conflict tussen wetten, of het besef achteraf dat een robot een wet (vooral de Eerste) geschonden heeft, kan leiden tot het disfunctioneren van de robot.
- In het boek Robots en Imperium erkennen Solariaanse robots slechts genetisch gewijzigde Solarianen als mens. Daarom hoeven ze niet aan niet-Solarianen te gehoorzamen en kunnen ze hen ook letsel toebrengen.
- Wanneer een eigenaar van een robot een zeer ongezonde levensstijl heeft of zichzelf iets aan wil doen (zelfmoord of automutilatie), kan een conflict tussen de Eerste en Tweede Wet ontstaan: enerzijds mogen ze niet toezien hoe een mens letsel oploopt, anderzijds moeten ze hem wel gehoorzamen. Ook kan een conflict ontstaan tussen twee Eerste Wetsituaties onderling, bijvoorbeeld wanneer er twee personen verdrinken en hij er maar een kan redden.
- Door de Eerste Wet kunnen robots niet worden gebruikt om anderen letsel toe te brengen, bijvoorbeeld in een oorlog of voor criminele doeleinden. In het verhaal Evidence beweert Susan Calvin echter dat een robot als openbaar aanklager en zelfs als beul kan functioneren, aangezien het de jury of de rechter is die veroordeelt.
- Veel problemen kunnen worden opgelost door belangenafweging. Zo kan in The Bicentennial Man een robot als chirurg optreden omdat het belang van een goede gezondheid zwaarder weegt dan dat van het geen letsel toebrengen (overigens gelden ook in het echte leven verwondingen toegebracht door bevoegd medisch handelen niet als mishandeling).

## Robotwetten in de praktijk
In navolging van Asimovs drie wetten ontwierpen de robotwetenschappers Robin Murphy (Computer Science and Engineering van Texas A&M) en David D. Woods (directeur van het Cognitive Systems Engineering Laboratory in Ohio) de "Drie Wetten voor Verantwoordelijke Robotica":
1. Een mens mag geen robot inzetten wanneer dit werk met de robot niet voldoet aan de hoogste wettelijke en professionele normen van veiligheid en ethiek.
2. Een robot moet afhankelijk van zijn functie mensen voldoende kunnen beantwoorden.
3. Een robot moet worden begiftigd met genoeg toereikende autonomie om zijn eigen bestaan te kunnen beschermen, zolang hij hierdoor gemakkelijk te bedienen blijft en zijn autonomie niet in strijd is met de Eerste en de Tweede Wet.[1]